# Chrysopilus okutanii
Chrysopilus okutanii är en tvåvingeart som beskrevs av Akira Nagatomi 1968. Chrysopilus okutanii ingår i släktet Chrysopilus och familjen snäppflugor. Inga underarter finns listade i Catalogue of Life.